# Myristica fragrans
La mirística o árbol de la nuez moscada (Myristica fragrans) es una especie de árbol perennifolio de la familia de las Myristicaceae procedente de las Islas de las Especias (en la actualidad las Islas Molucas en Indonesia).  Es importante como la principal fuente de las especias de nuez moscada y el macis o cáscara. Se cultiva ampliamente en todo el trópico incluyendo Guangdong y Yunnan en China, Taiwán, Indonesia, Malasia, Granada en el Caribe, Kerala en la India, Sri Lanka y en Sudamérica.

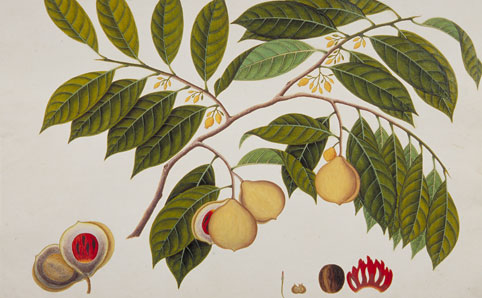
Ilustración

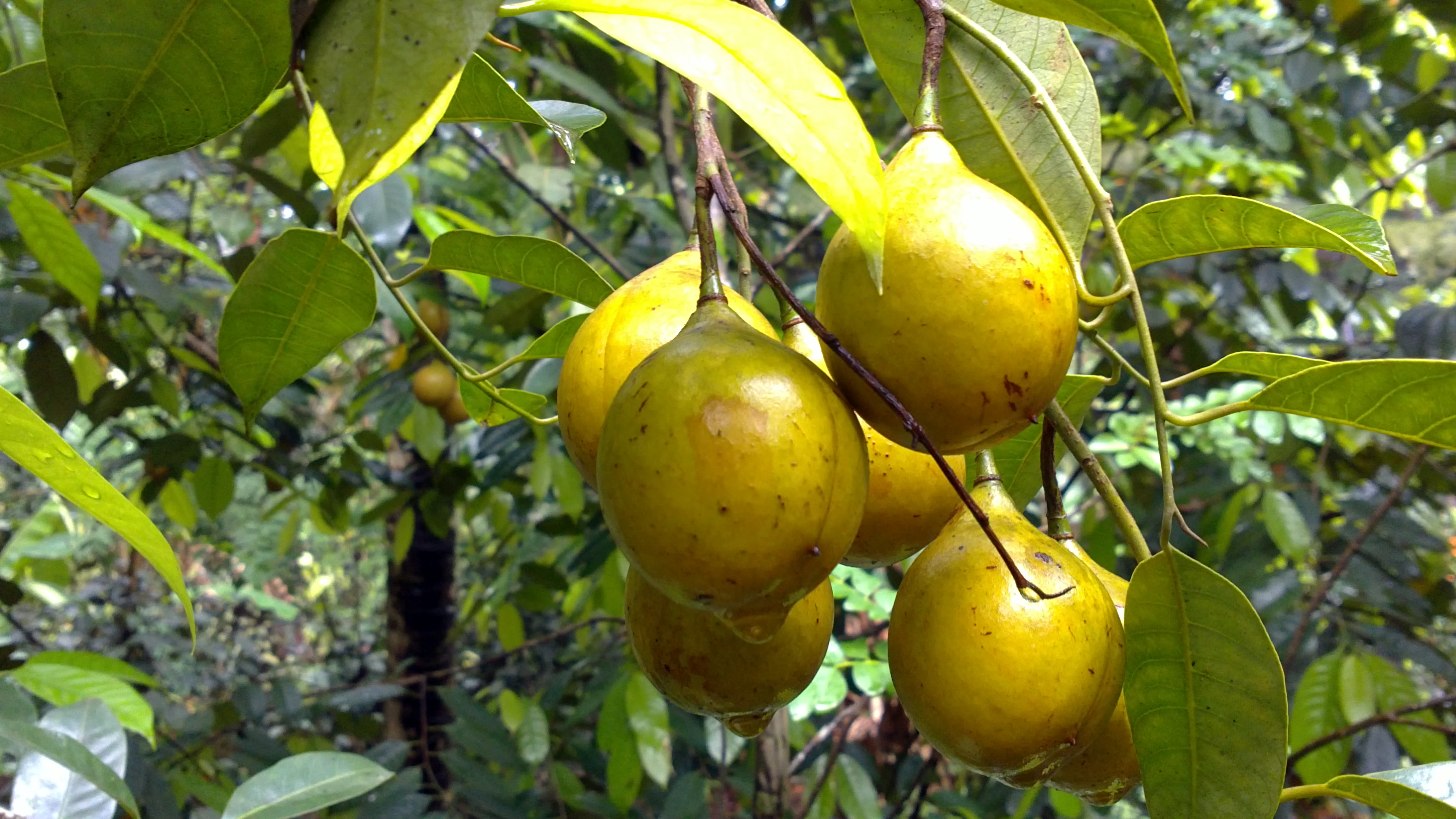
Frutos

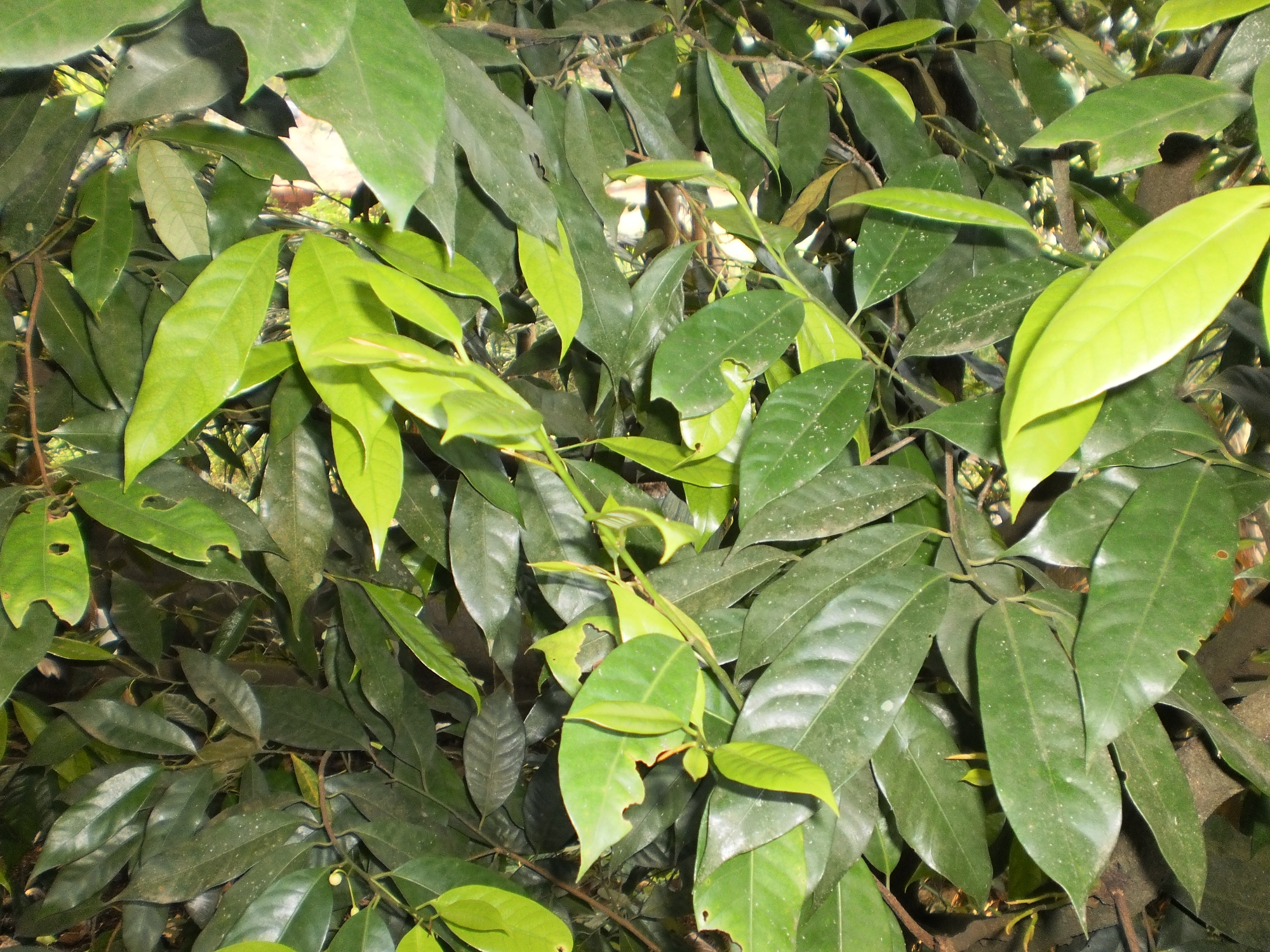
Hojas

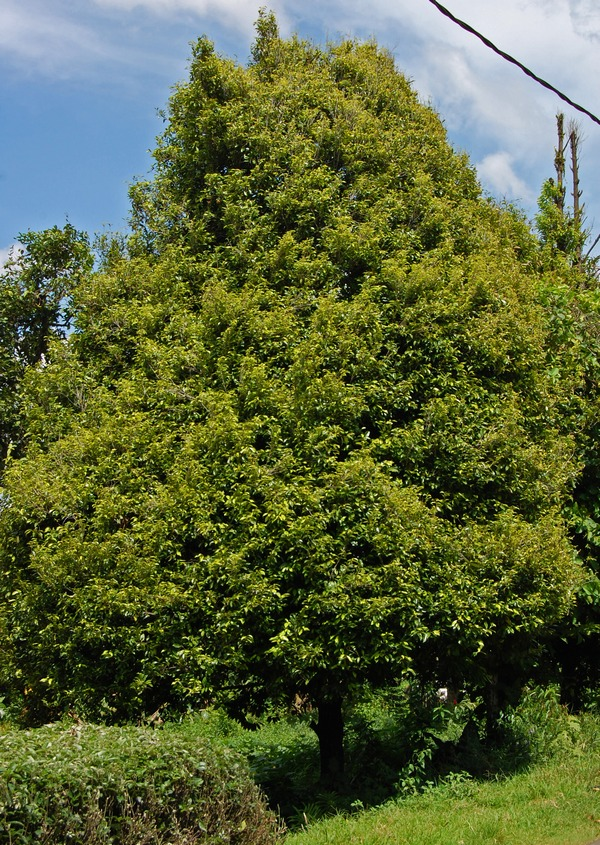
Vista del árbol

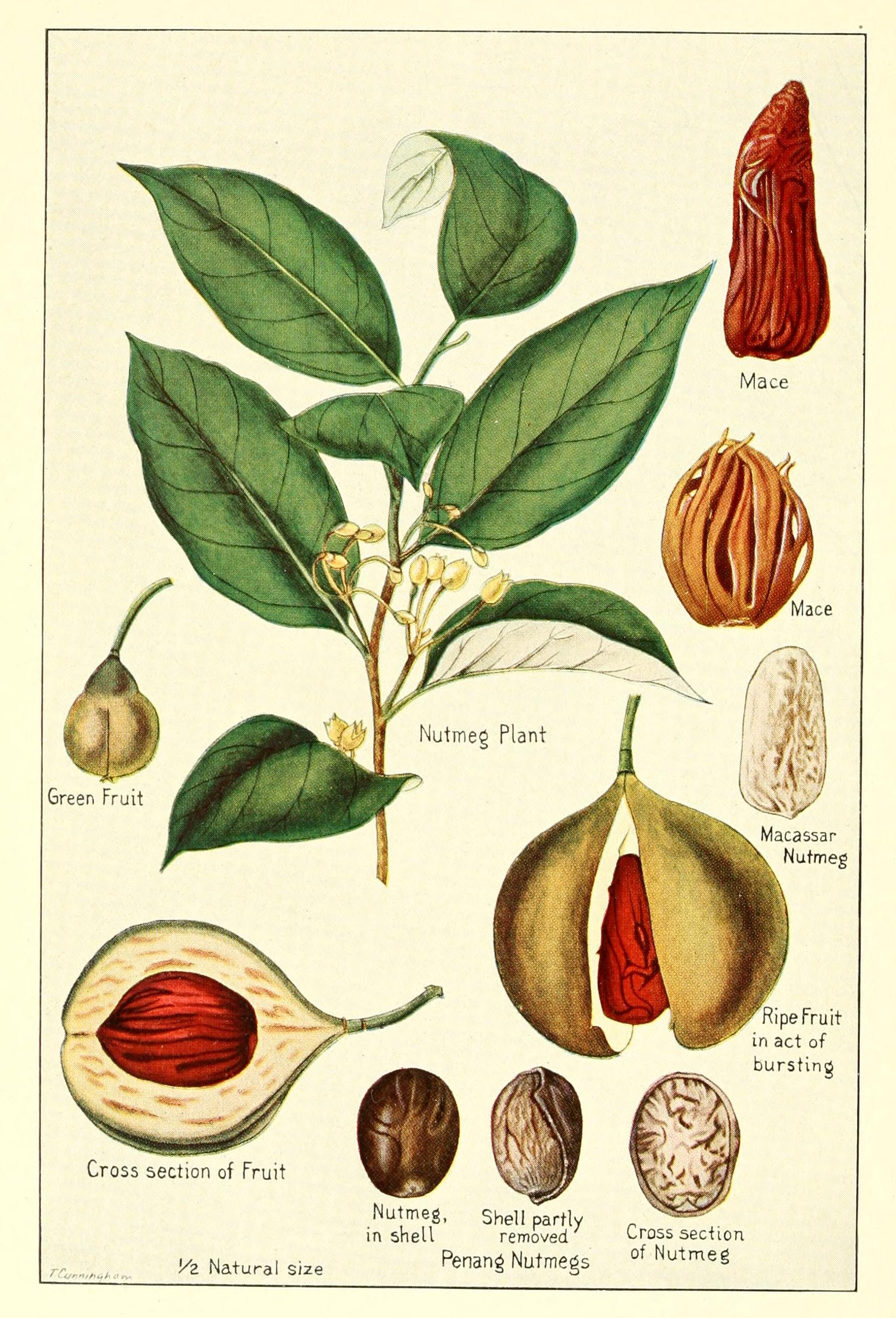
Ilustración

## Descripción
Myristica fragrans es un pequeño árbol de hoja perenne, por lo general alcanza un tamaño de 5-13 m de altura, pero en ocasiones alcanza los 20 m. Las hojas que están dispuestas alternativamente son de color verde oscuro, de 5-15 cm  de largo por 2-7 cm  de ancho, con pecíolos de aproximadamente 1 cm de largo. La especie es dioica, es decir, con flores "masculinas" o estaminadas y flores "femeninas" o carpeladas que son producidas en plantas distintas, aunque los individuos ocasionales producen ambos tipos de flores. Las flores tienen forma de campana, de color amarillo pálido y un poco de cera y carnoso. Las flores masculinas se disponen en grupos de uno a diez, cada una de 5-7 mm  de largo; las flores carpeladas están en grupos más pequeños, de uno a tres, y un poco más largas, de hasta 10 mm  de largo.
Los árboles producen frutas ovoide lisas de color amarillo o en forma de pera, de 6-9 cm de largo con un diámetro de 3,5 a 5 cm. La fruta tiene una cáscara carnosa. Cuando están maduros la cáscara se abre en dos mitades a lo largo de una cresta que recorre el largo del fruto. En el interior hay una semilla brillante de color púrpura-marrón, de 2-3 cm  de largo por unos 2 cm  de diámetro, con un arilo de color rojo o carmesí que la cubre. La semilla es la fuente de la nuez moscada; el arilo que cubre la nuez, la fuente del macis.
La nuez moscada es, en realidad, el endosperma de la semilla del árbol. La semilla está cubierta por un arilo o cobertura carnosa, tramada y de color rojizo. Esta envoltura, convenientemente secada y separada del resto del fruto se denomina macis y es empleada como especia al igual que la semilla. Así pues éste es el único fruto tropical que es fuente de dos especias diferentes.
También se comercializan otros productos derivados del árbol, como los aceites esenciales extraídos de las oleoresinas y la manteca de nuez. La especie comercializada más importante es la nuez moscada común o fragante Myristica fragans, oriunda de las Islas Banda en Indonesia; también se cultiva en el Caribe, en especial en Granada. Otras especies son la nuez moscada papú Myristica argentea, de Nueva Guinea y la nuez Bombay Myristica malabarica, de la India. Ambas se usan como sucedáneos de los productos de M. fragans.

## Usos culinarios

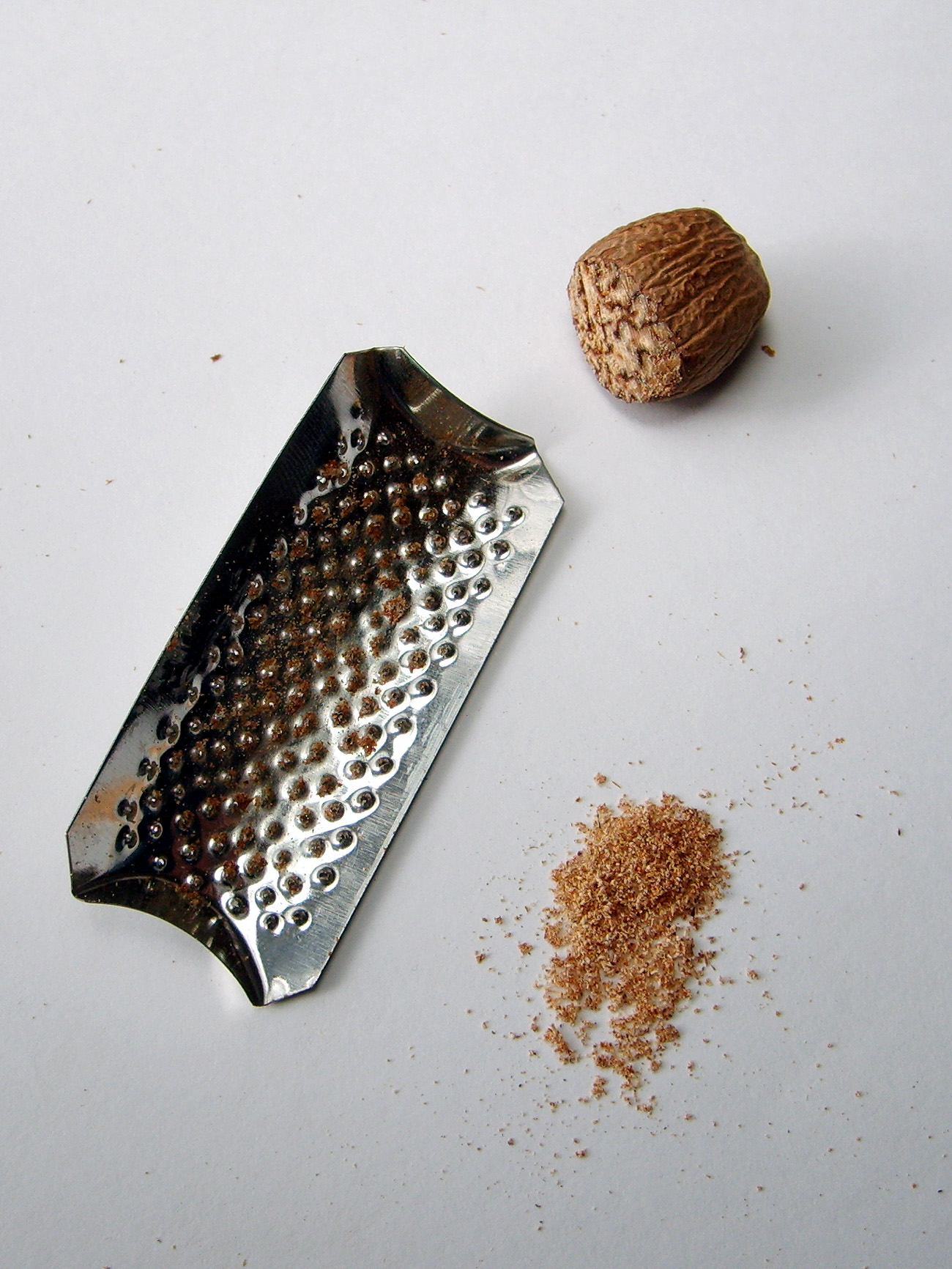
Nuez moscada antes y después de ser rallada.

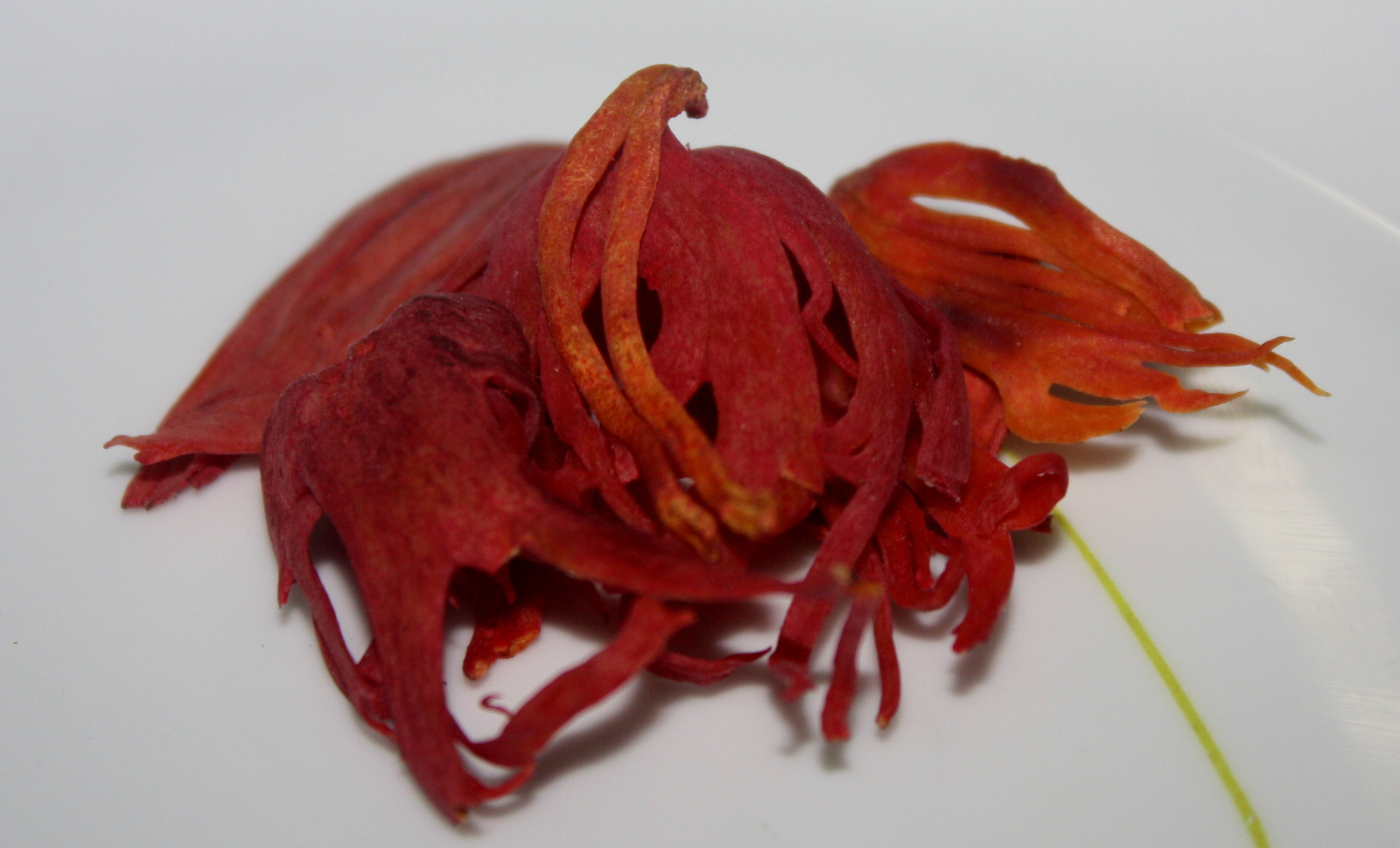
Macis.

Tanto la nuez como el macis tienen sabores similares, aunque la nuez tiene un sabor algo más dulce y fino. El macis se utiliza preferentemente en platos coloridos debido al color anaranjado que da, parecido al azafrán. El fruto fue introducido en Europa por los árabes en el siglo XI y jugó un papel importante en la gastronomía de algunos países del este hasta llegado el siglo XVIII, hoy en día se puede encontrar su uso generalizado sólo en la cocina holandesa. En la cocina bávara se emplea abundantemente en la producción de las famosas Weißwurst. Se puede decir que tanto la nuez como el macis se usan en guisos de patatas y platos de carnes, aunque también se utilizan para aderezar sopas, salsas y platos horneados. En la cocina india se emplea en la condimentación de algunos currys y casi exclusivamente en dulces.
Las variedades japonesas de polvo de curry incluyen la nuez moscada como ingrediente.

## Aceites esenciales
El aceite esencial se obtiene de la destilación de la nuez molida y es ampliamente utilizado en la industria farmacéutica y perfumería. El aceite es incoloro o ligeramente amarillento y sabe y huele a nuez. Contiene numerosos componentes de interés para la industria oleoquímica y se utiliza como saborizante alimentario en productos horneados, jarabes (por ejemplo, Coca Cola), bebidas, dulces, etc. Sustituye a la nuez molida ya que no deja partículas en los alimentos. En su uso para las industrias cosméticas y farmacéuticas se puede encontrar en el dentífrico y como principal componente de algunos jarabes para la tos. En la medicina tradicional, la nuez y el aceite se utilizaron para tratar enfermedades relacionadas con los sistemas nervioso y digestivo. La miristicina es, probablemente, el agente químico responsable de los efectos psicotrópicos del aceite de nuez moscada.
Externamente, el aceite se utiliza para tratar los dolores reumáticos y, al igual que el aceite de clavo, se puede aplicar como tratamiento de urgencia para mitigar los dolores de muelas. En Francia se utiliza para molestias digestivas, disolviendo una gota en miel.

## Manteca de nuez moscada
Esta mantequilla es semisólida y de color marrón rojizo. Aproximadamente el 75% (por peso) está compuesta por trimiristina, que puede convertirse en ácido mirístico, un ácido graso de 14 carbonos que se puede utilizar como sustituto de la manteca de cacao, se puede mezclar con otras grasas como el aceite de semilla de algodón o el aceite de palma y tiene aplicaciones como lubricante industrial    .

## Historia
Se dice que los sacerdotes romanos podrían haber empleado la nuez moscada quemándola como una forma de incienso, aunque esta teoría es controvertida. Se sabe que se utilizó como preciada y costosa especia durante la Edad Media. San Teodoro era famoso por permitir a sus monjes espolvorear nuez moscada sobre su budín de guisantes. En tiempos isabelinos esta especia era tan popular que se creía podía evitar la peste. Los árabes negociaron con ella durante la Edad Media en los prósperos mercados del Océano Índico. A finales del siglo XV, Portugal se hizo cargo de este comercio, incluida la nuez moscada, debido al Tratado de Tordesillas con España y a un tratado por separado con el sultán de Ternate. En el siglo XVII, este comercio fue acaparado por los holandeses.

## Producción mundial
La producción mundial de nuez moscada se estima como media entre 10 000 y 12 000 toneladas por año con una demanda anual estimada de 9.000 toneladas. La producción de macis se estima en 1.500 a 2.000 toneladas. Indonesia y Granada dominan la producción y exportan ambos productos con un mercado mundial que comparte el 75% y el 20% respectivamente. Otros productores son: India, Malasia, Papúa Nueva Guinea, Sri Lanka y otras islas del Caribe, como San Vicente. Los principales mercados importadores son la Unión Europea, Estados Unidos, Japón y la India. Singapur y los Países Bajos son los principales re-exportadores.
Los árboles de nuez moscada dan su primera cosecha a los 7-9 años de su plantación y alcanzan su mayor potencial cosechero a los 20 años.
Un futuro uso de la nuez moscada es como insecticida natural para controlar las plagas de insectos que infestan el grano almacenado.
En un tiempo, la nuez moscada fue una de las especias más valiosas. Se dice que en Inglaterra, hace varios cientos de años, se podían vender unas cuantas nueces y obtener el dinero suficiente para permitir la independencia financiera de por vida.

## Riesgo y toxicidad
A pequeñas dosis, la nuez moscada no produce efectos perceptibles en el organismo. Sin embargo, a dosis altas (10 g o más) se convierte en un alucinógeno de suave o mediana intensidad produciendo efectos visuales y sensaciones cómodas parecidas a las de la marihuana. Pero existen motivos para que sea impopular, ya que los efectos duran más de 24 horas después de la subida inicial (aproximadamente 12 horas después de su ingestión) y tienen desagradables efectos secundarios durante todo el proceso, que se extiende más de 36 horas. También puede provocar daños hepáticos si se consume regularmente y en grandes cantidades, además de alucinaciones, náuseas, deshidratación y dolores generalizados, la llamada psicosis de la nuez moscada. En grandes cantidades, (7,5 g o más en una sola toma) es peligrosa, produciendo convulsiones y palpitaciones. Su consumo excesivo puede, incluso, causar la muerte. Es extremadamente tóxica inyectada de forma intravenosa. En el pasado fue utilizada como un abortivo.

## Taxonomía
Myristica fragrans fue descrita por Martinus Houttuyn y publicada en Natuurlijke Historie (tweede deel (second part)) 2(3): 333, en 1774.

#### Etimología
Ver: Myristica
fragrans: epíteto latíno que significa "fragante, olorosa".

#### Sinonimia
- Aruana silvestris Burm.f.
- Myristica aromatica Sw.
- Myristica aromatica Lam.
- Myristica moschata Thunb.
- Myristica officinalis L.f.
- Palala fragrans (Houtt.) Kuntze[6]